# True Heart Susie
True Heart Susie é um filme mudo norte-americano de 1919 em longa-metragem, do gênero drama e romance, dirigido por D. W. Griffith e estrelado por Lillian Gish. Cópia do filme encontra-se conservada na British Film Institute.

## Elenco
- Lillian Gish
- Robert Harron
- Clarine Seymour
- Kate Bruce
- Raymond Cannon
- Carol Dempster
- George Fawcett
- Wilbur Higby
- Loyola O'Connor